# Freiwilliger Tatra-Rettungsdienst

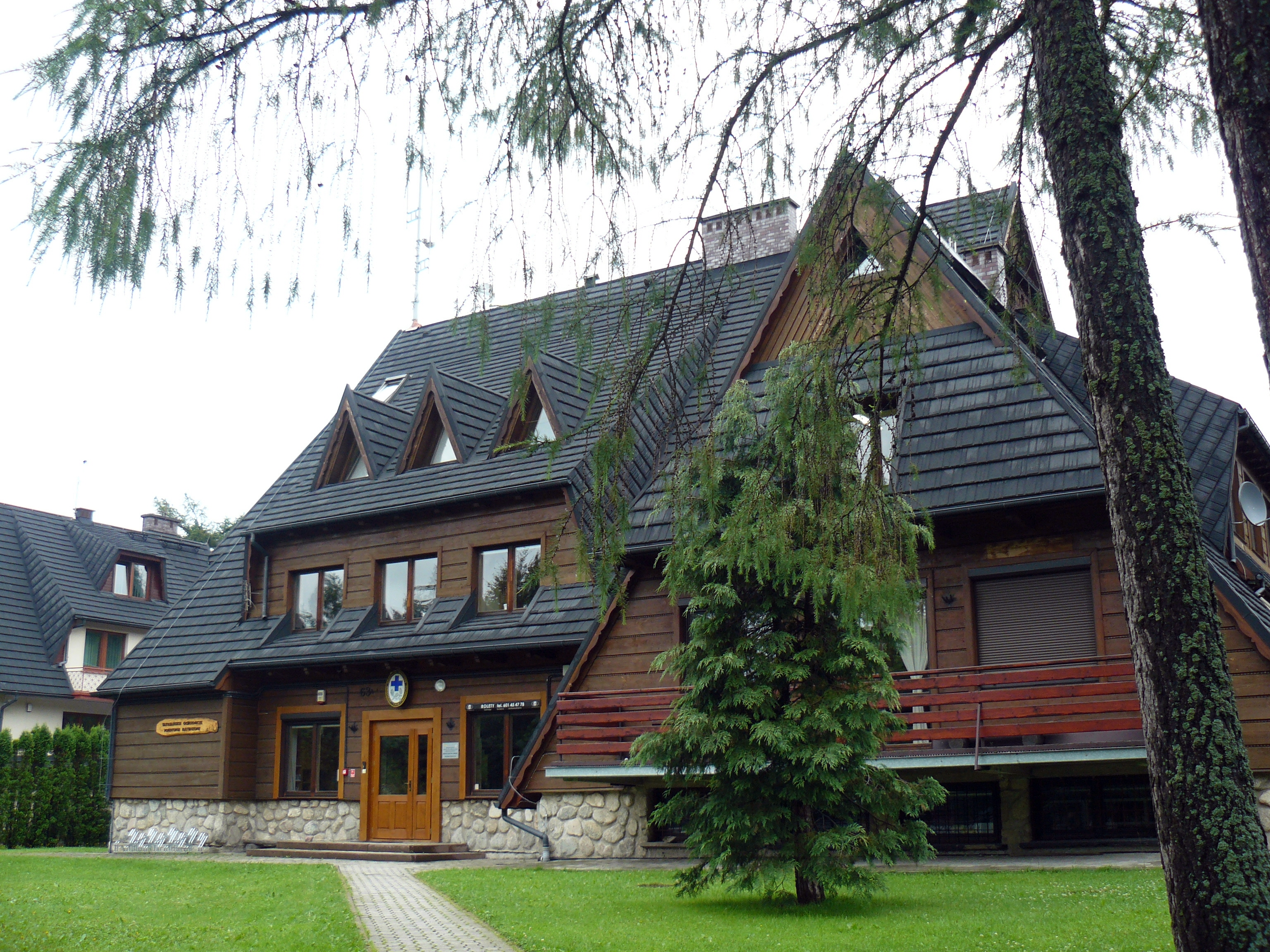
Sitz der TOPR im Sommer

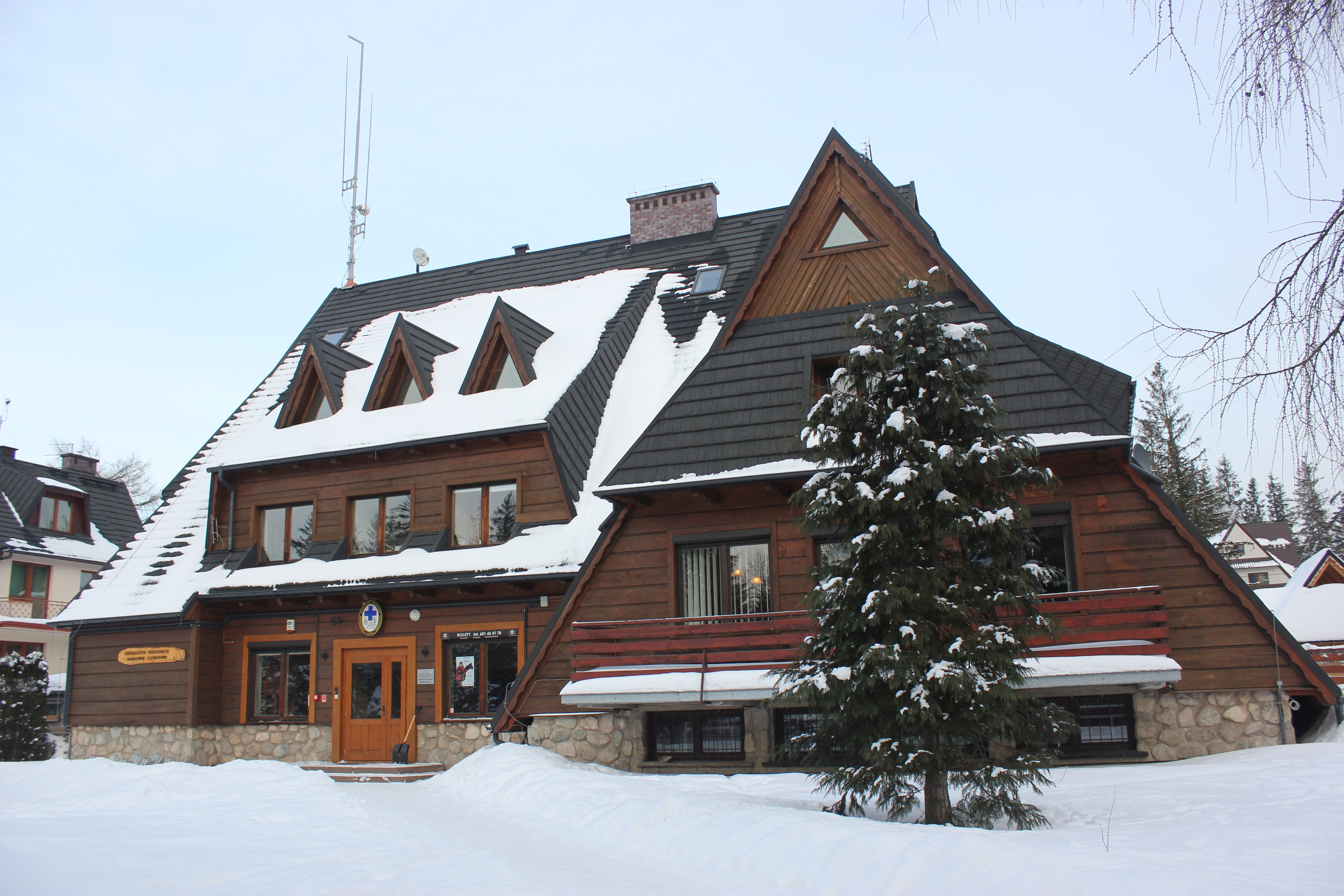
Sitz der TOPR im Winter

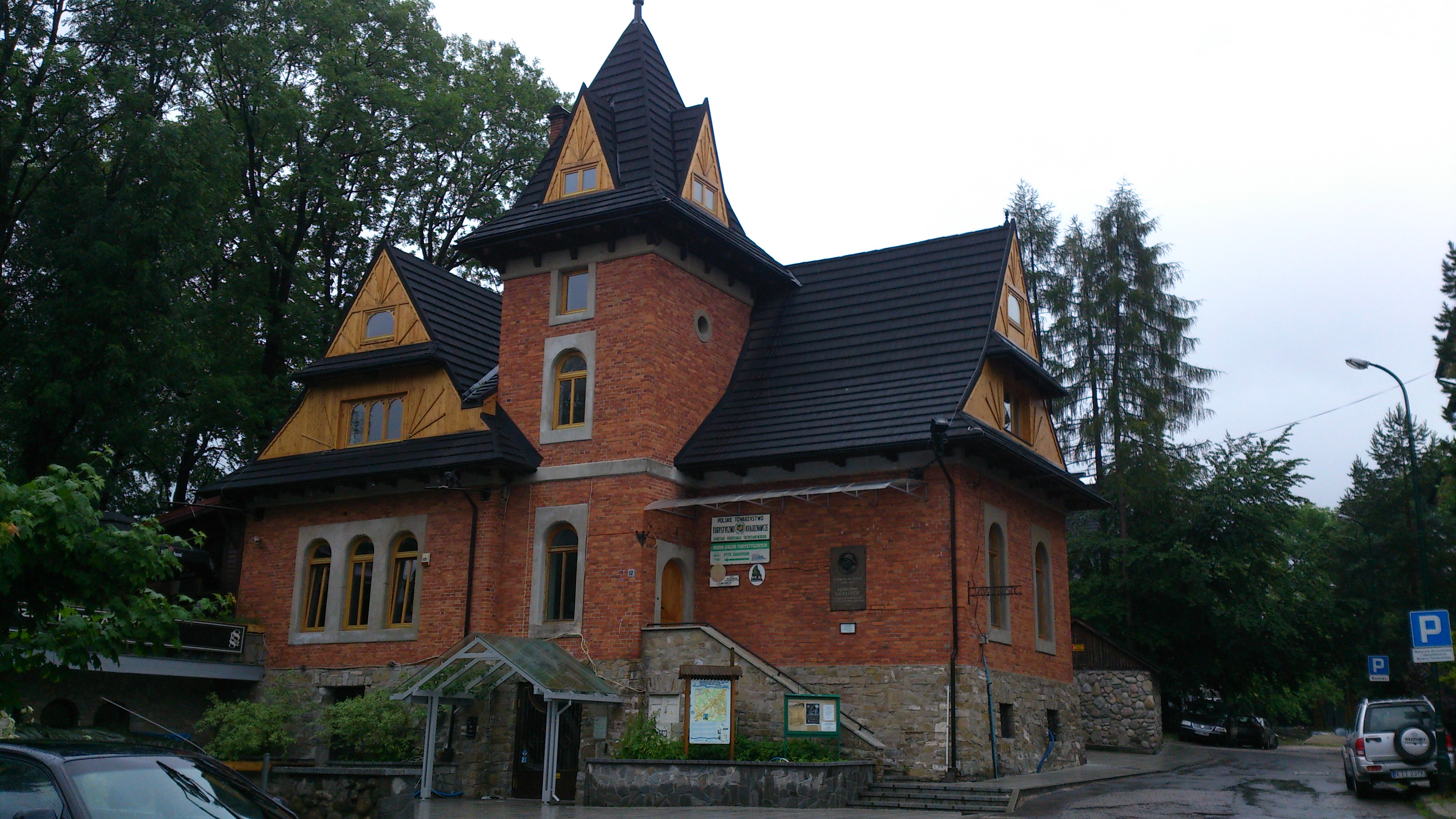
Ursprünglicher Sitz Tatra-Bahnhof

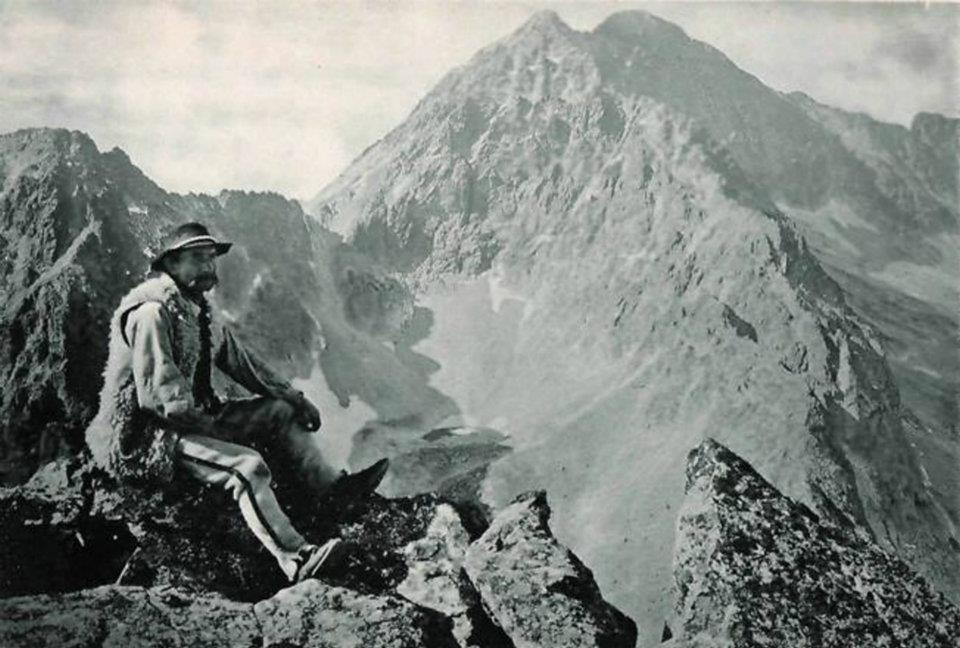
Bergretter Klemens Bachleda

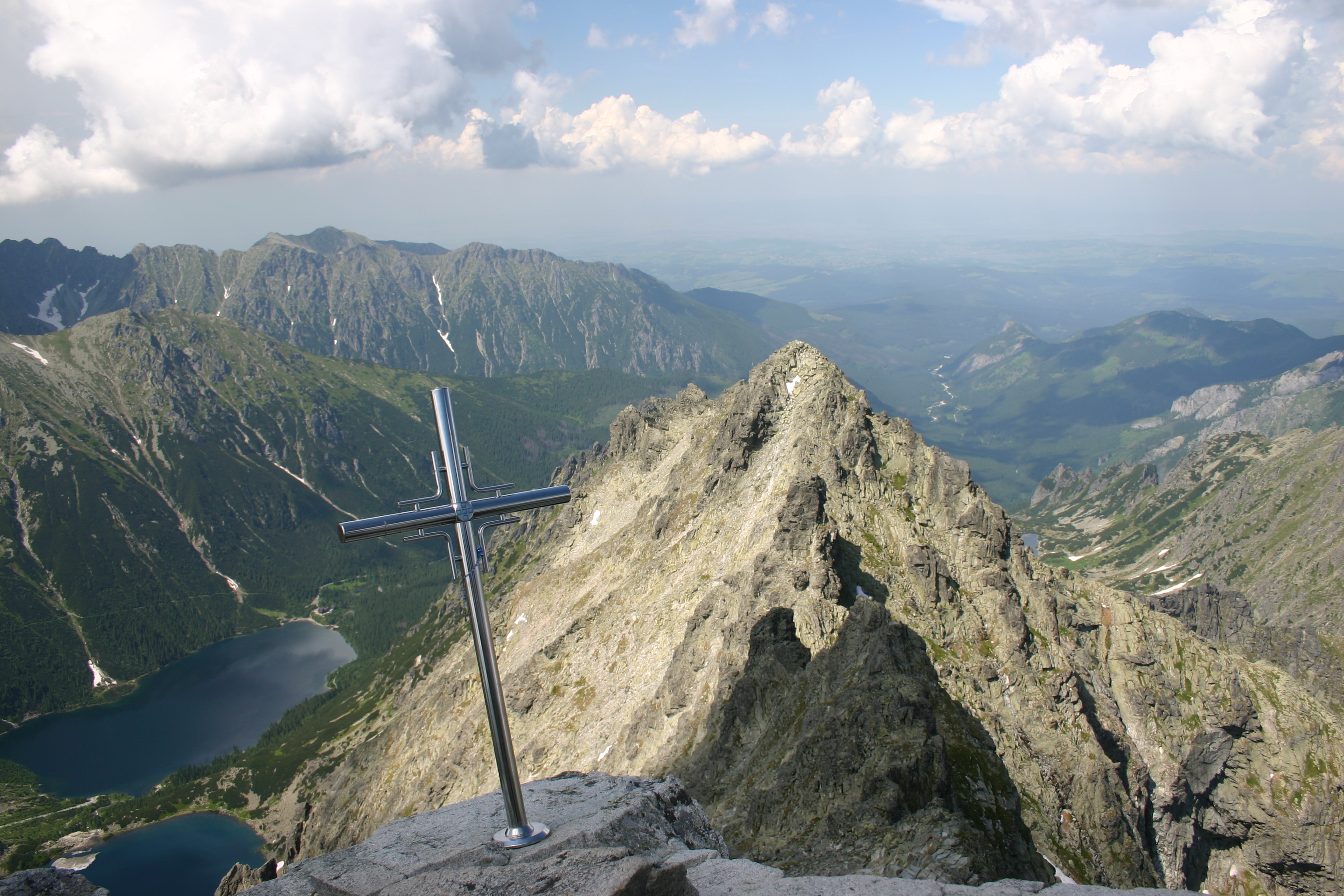
Jubiläumskreuz auf dem Rysy

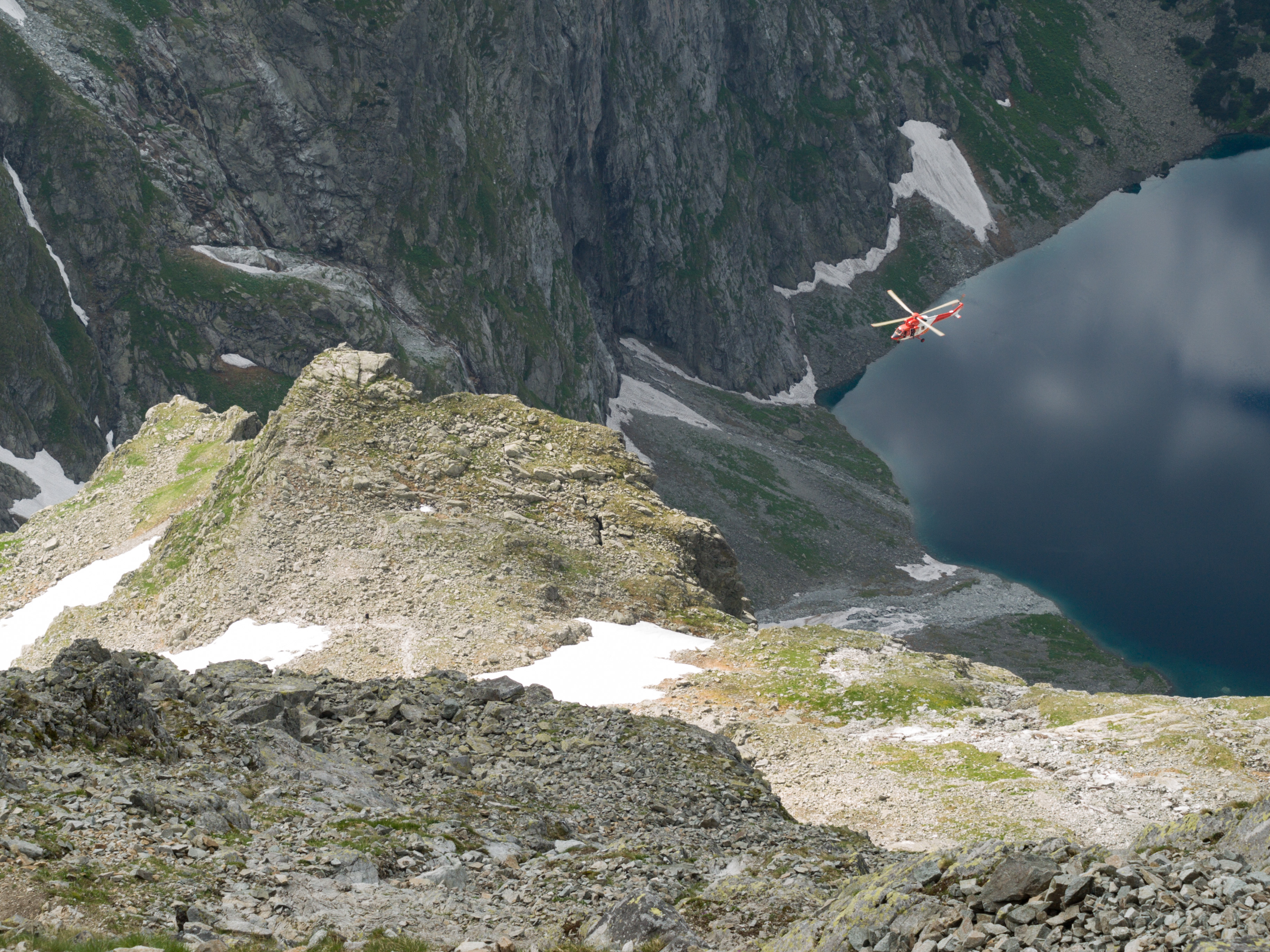
Anflug auf Bula pod Rysami

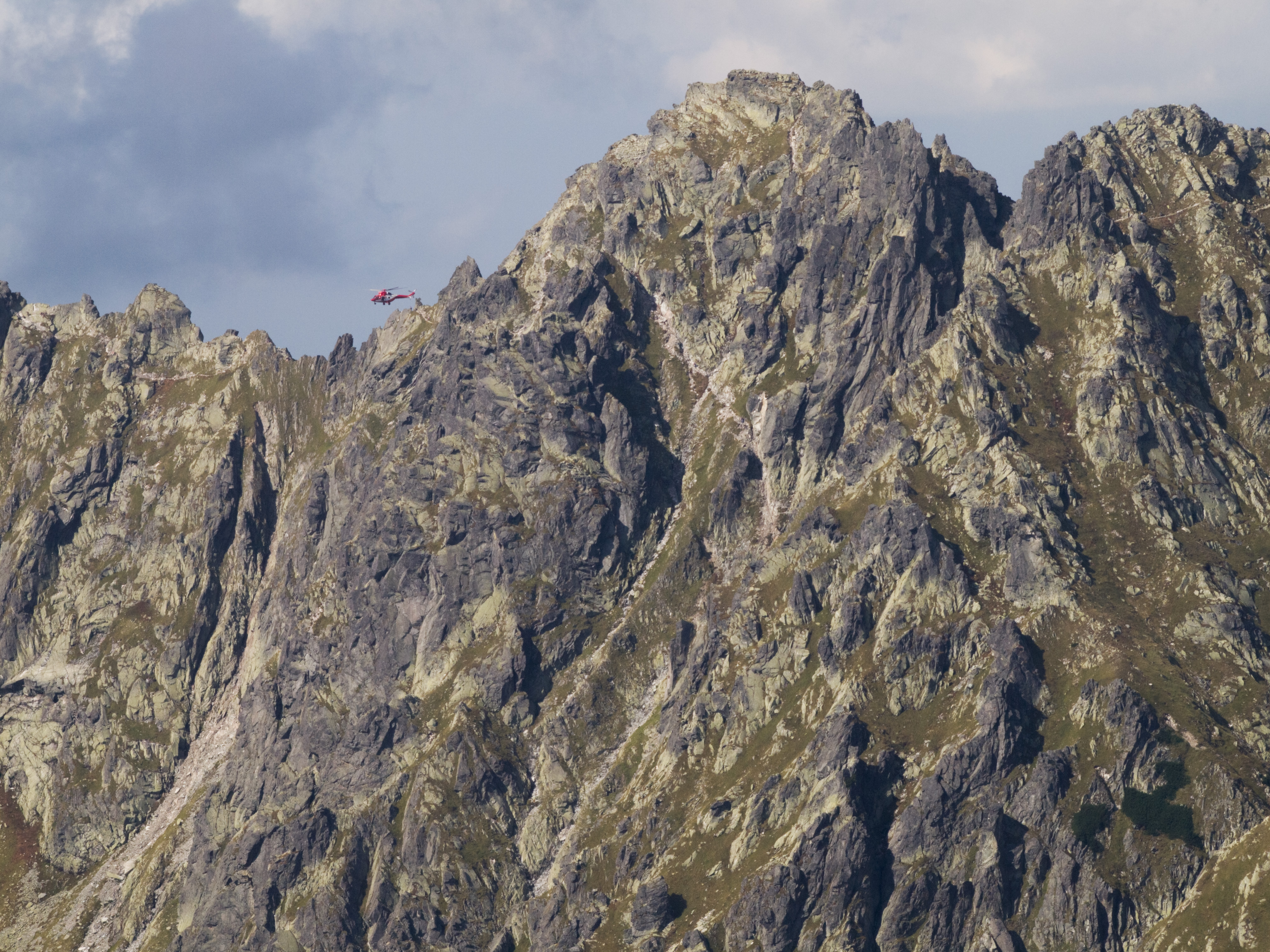
Flug über Wielka Buczynowa Turnia

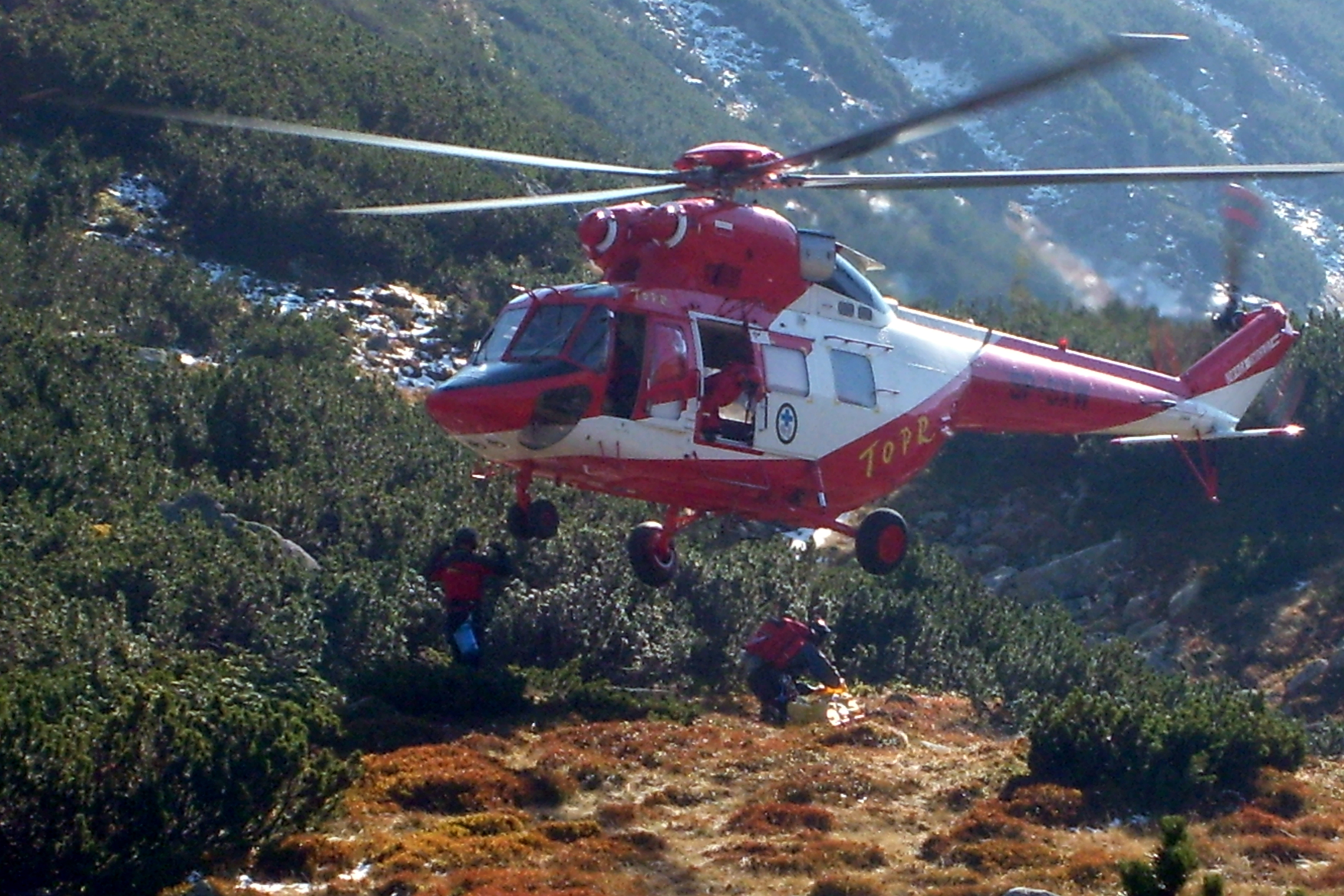
Aktion im Fünf Polnische Seen Tal

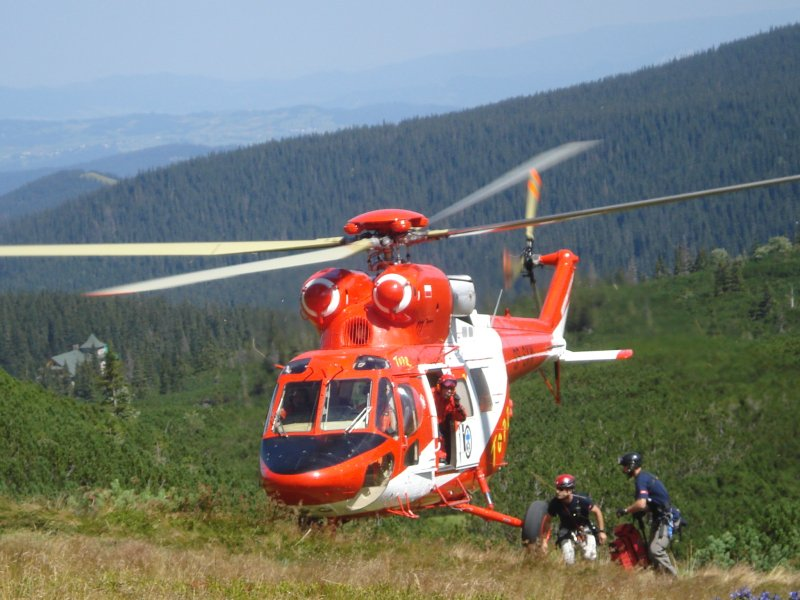
Aktion am Weg zum Kasprowy Wierch

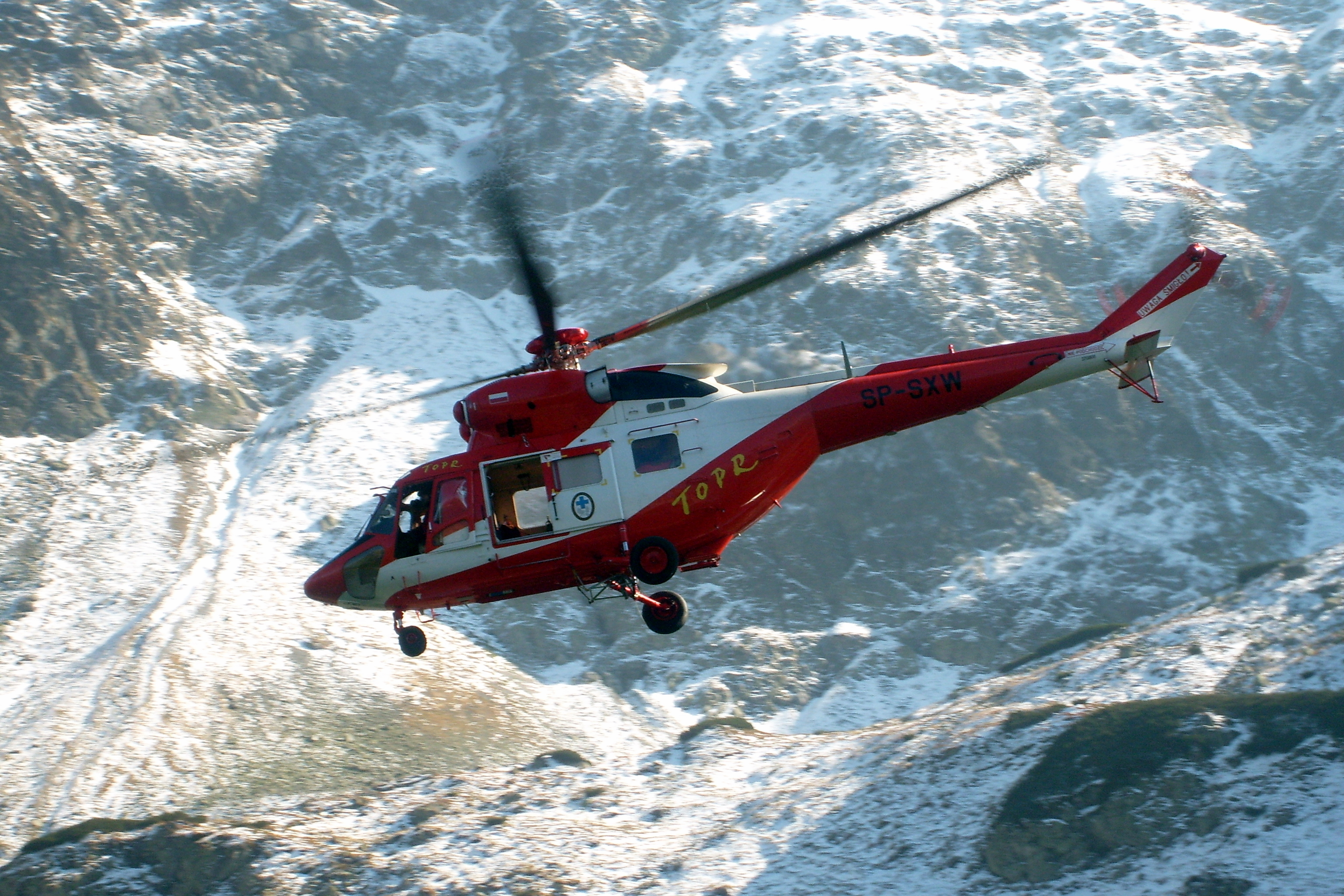
Sokół-Rettungshubschrauber

Der Freiwillige Tatra-Rettungsdienst (TOPR; polnisch Tatrzańskie Ochotnicze Pogotowie Ratunkowe) ist in Polen im Bergrettungsdienst und im Naturschutz tätig. Außerhalb der Tatra ist der Polnische freiwillige Bergrettungsdienst (GOPR) als Hilfsorganisation im Rettungsdienst in den polnischen Bergen tätig. Sitz der TOPR und GOPR ist jeweils Zakopane.

## Aufgaben
Die Aufgaben der Bergwacht sind vielfältig:
Leben retten:
- Rettung (und Bergung) von (tödlich) Verunfallten aus alpinem und unwegsamen Gelände
- Höhenrettung
- Medizinische Versorgung von Verunfallten
- Suche von vermissten Personen (siehe auch Search and Rescue)
- Rettung aus Lawinen, Schluchten und Höhlen
- Betreuung und Unterstützung von Angehörigen (Kriseninterventionsdienst)
- Unterstützung des bodengebundenen Rettungsdienstes und Katastrophenschutz

Natur bewahren:
- Durchführung von Naturschutzstreifen und Naturschutzprojekten
- Unterstützung der Naturschutzwacht und der Naturschutzbeiräte
- Unterstützung der geförderten Naturschutzprojekte
- Öffentlichkeits- und Jugendarbeit im Natur- und Umweltschutz

Die TOPR hat 250 Mitglieder, davon sind 140 aktiv in der Bergrettung tätig. 33 sind Berufsbergretter, die anderen sind ehrenamtliche Helfer.

## Geschichte
Die 1873 gegründete Polnische Tatra-Gesellschaft hat sich bereits im 19. Jahrhundert für die Gründung einer Bergrettung in der Tatra eingesetzt. Unmittelbarer Anlass für die Gründung war der Lawinentod des polnischen Komponisten Mieczysław Karłowicz am 8. Februar 1909 am Czarny Staw Gąsienicowy in der Hohen Tatra. Im selben Jahr wurde die TOPR in Lemberg, der damaligen Hauptstadt von Galizien, ins Vereinsregister eingetragen. Vorsitzender wurde der Bergsteiger Mariusz Zaruski. Sitz des Vereins wurde der Tatra-Bahnhof, eine Villa im Zakopane-Stil, die entgegen ihrem Namen nie als Bahnhof genutzt wurde.
Der erste Bergretter, der bei einer Rettungsaktion ums Leben kam, war der Bergführer Klemens Bachleda.
Während der deutschen Besatzung wurde die TOPR aufgelöst und die Freiwillige Tatra Bergwacht eingeführt.
Die TOPR wurde 1952 durch Zwangsvereinigung in die neugegründete GOPR überführt. 1956 wurde der Regionalverband der GOPR Tatra eingerichtet.
Die TOPR wurde 1991 erneut aus der GOPR ausgegliedert und ist seitdem wieder selbständig. Die GOPR verzeichnet ca. 10 Einsätze pro Tag.
Im Jahr 1999 trat die TOPR der Internationale Kommission für Alpines Rettungswesen (IKAR) bei.
Pro Jahr tätigt die TOPR knapp 500 Einsätze, davon sind ca. 400 Unfälle von Wanderern, ca. 20 Unfälle von Kletterern, ca. 10 Unfälle von Extremskifahrern und einige wenige Höhlenunfälle. Rettungshubschrauber sind durchschnittlich an jedem zweiten Tag im Einsatz.

## Vorsitzende der TOPR
- TOPR 1909–1956:
  - Mariusz Zaruski 1909–1914
  - Józef Oppenheim 1914–1939
  - Zbigniew Korosadowicz 1945
  - Tadeusz Pawłowski 1952
  - Zygmunt Wójcik 1953–1956
- GOPR Tatra 1956–1991:
  - Zygmunt Wójcik 1956–1960
  - Eugeniusz Strzeboński 1960–1964
  - Zygmunt Wójcik 1964–1966
  - Michał Gajewski 1967–1969
  - Ryszard Drągowski 1969–1972
  - Michał Jagiełło 1972–1974
  - Tadeusz Ewy 1974–1976
  - Stanisław Janik 1976–1977
  - Ryszard Szafirski 1977–1978
  - Jerzy Klimiński 1978–1981
  - Jan Komornicki 1981–1982
  - Stanisław Łukaszczyk 1982–1987
  - Jan Komornicki 1987
  - Piotr Malinowski 1987–1991
- TOPR ab 1991:
  - Piotr Malinowski 1991–1993
  - Robert Janik 1993–1998
  - an Krzysztof ab 1998 bis dato.

## Ehrungen
Zum hundertsten Geburtstag hat die Polnische Post der TOPR 2008 eine Sonderbriefmarke gewidmet. Im gleichen Jahr wurden auf dem Rysy eine Gedenktafel und ein Gipfelkreuz für die TOPR angebracht. Mittlerweile wurden sie wieder entfernt. 2008 erschien zum hundertjährigen Bestehen der TOPR der Dokumentarfilm Na każde wezwanie naczelnika.

## Nachweise
- Marek Grocholski, Rok po roku, Tatry, Herbst 2009, Band 30, Seiten 60–69, Tatrzański Park Narodowy, ISSN 0867-4531